# Самарийзолото
Самарийзолото — бинарное неорганическое соединение
самария и золота
с формулой AuSm,
кристаллы.

## Получение
- Сплавление стехиометрических количеств чистых веществ:

{\displaystyle {\mathsf {Sm+Au\ {\xrightarrow {1525^{o}C}}\ AuSm}}}

## Физические свойства
Самарийзолото образует кристаллы
ромбической сингонии, пространственная группа C mcm, параметры ячейки a = 0,380 нм, b = 1,100 нм, c = 0,466 нм, Z = 4,
структура типа борида хрома CrB.
При температуре 1480 °C происходит переход в фазу
кубической сингонии, пространственная группа P m3m, параметры ячейки a = 0,3621 нм, Z = 1,
структура типа хлорида цезия CsCl.
Также сообщается о фазе
ромбической сингонии, пространственная группа P nma, параметры ячейки a = 0,725 нм, b = 0,457 нм, c = 0,585 нм, Z = 4,
структура типа борида железа FeB.
.
Соединение конгруэнтно плавится при температуре 1525 °C
.